# Аленуш Терян
Аленуш Терян (англ. Alenush Terian, вірм. Ալենուշ Տէրեան; 1920—2011) — іранська вчена, астроном і фізик вірменського походження; її називають матір'ю сучасної іранської астрономії.

## Життєпис
Народилася Аленуш Терян 9 листопада 1920 року у вірменській родині в Тегерані. Її батько — Арто, був режисером, поетом і перекладачем з криптонімом Arizad; мати Вартуї — театральною актрисою і режисером.
У 1947 році закінчила науковий факультет Тегеранського університету, почавши в ньому свою кар'єру в лабораторії фізики і незабаром стала керівницею лабораторії. Терян подала заявку на стипендію для навчання у Франції, однак професор Тегеранського університету Махмуд Хесабі не підписав її, вважаючи, що для іранської жінки досить отриманої освіти. Але при фінансовій підтримці свого батька Аленуш все ж поїхала на навчання до Франції, де в 1956 році отримала докторський ступінь з фізики атмосфери в університеті Сорбонни (нині Паризький університет).
Повернувшись до Ірану, Аленуш Терян стала доцентом з термодинаміки Тегеранського університету. Пізніше протягом чотирьох місяців вона працювала в галузі фізики Сонця в Західній Німеччині за рахунок стипендії, присудженої урядом Німеччини Тегеранському університетові. У 1964 році Аленуш Терян стала першою жінкою-професором фізики в Ірані.
1966 року Терян стала членом комітету геофізики Тегеранського університету. У 1969 році була обрана завідувачем кафедри фізики Сонця в цьому ж університеті і почала працювати в сонячної обсерваторії, одним із засновників якої вона була.
Вийшла на пенсію в 1979 році, жила в Тегерані. У святкуванні 90-річчя професора Аленуш Терян взяли участь ряд іранських парламентаріїв і велика кількість іранських вірмен.
Померла Аленуш Терян 4 березня 2011 року в Тегерані в будинку пристарілих. Була похована на тегеранському кладовищі іранських християн.